# 山内真秀
山内 真秀（やまのうち さねひで）は、江戸時代前期の武将。越後高田藩士、のち尾張藩士。

## 略歴
遠江国城東郡の武士・山内真次の次男。慶長5年（1600年）父と同じく松平忠吉に仕官したが、慶長7年（1602年）彦根藩主・井伊直勝に転仕し、椋原正直の組下となった。当時、藩内では家老の鈴木重好と椋原正直らの両派閥の対立が先鋭化していたが、慶長10年（1605年）椋原派の西郷重員による鈴木家臣の刃傷事件をきっかけに緊張状態へと発展した。椋原の組下にありながら鈴木とも交流があった真秀は椋原に両者ともに義理を通したため、人々はその節度を称賛したという。慶長12年（1607年）三十三間堂の通し矢で評判を高めた真秀は、徳川家康の命で川中島藩主・松平忠輝附きとなり、慶長15年（1610年）忠輝が越後高田藩主となると400石を与えられた。
慶長19年（1614年）大坂冬の陣に際して忠輝が江戸に入ると使番に任じられ、翌年の夏の陣では大和口の大将となった忠輝に従って出陣する。5月5日、郡山城に入った忠輝の命で法隆寺に布陣していたが、晩になって伊達政宗より河内進出を要請された。真秀は郡山城への使者に立つが、家老の花井義雄から夜間を理由に出陣を断られている。翌日の誉田の戦いでは富永直次とともに斥候を務めたが、同日中に終結したため忠輝勢は戦闘には加われなかった。翌日、天王寺の戦いでは富岡直次とともに抜け駆けして茶臼山攻撃に加わったが、その時すでに勝敗は決していたため武功を挙げるには至らなかった。また敗走した松平直政の部隊の収集に尽力している。戦後、忠輝が道明寺の戦いに加わらなかったことを家康が疑った際、真秀は証人として駿府に召し出されたが、真次の到着を前に忠輝に不手際があったと決裁されてしまった。忠輝は上野国藤岡に蟄居となり、真秀はこれに従った。元和2年（1616年）忠輝が伊勢朝熊に配流となると、徳川頼房に招かれて500石で水戸藩に仕える。
父の真次は高田藩に仕えた後に徳川義直に仕えていたため、元和6年（1620年）頼房より父の家督を継ぐことを許され、尾張藩に移って500石を与えられた。寛永5年（1628年）父が没すると家督を継ぎ、知行高は1,100石となる。寛永11年（1634年）一度改易させられたが、寛永14年（1637年）旧領に復している。藩政ではて使番、目付、弓頭、旗奉行を歴任した。万治元年（1658年）病気で辞職し、翌年には出家して家督を嫡男の知真に譲った。